# Federação Luterana Mundial
A Federação Luterana Mundial (FLM, Lutheran World Federation) é uma entidade supranacional que une várias igrejas de afiliação luterana do mundo inteiro, fazendo delas uma só igreja em plena comunhão no púlpito e no altar. Foi criada em 1947 em Lund, Suécia.
Considera-se uma comunhão de igrejas cristãs de tradição luterana, fazendo parte do Conselho Mundial de Igrejas. Atualmente conta com 142 igrejas-membro em 79 países ao redor do mundo, com 77 milhões de fiéis. É a 6ª maior comunhão cristã depois da Igreja Católica Romana, da Igreja Ortodoxa Oriental, da Comunhão Anglicana, da Comunhão Mundial das Igrejas Reformadas e do Conselho Metodista Mundial.
A Federação coopera em áreas de interesse comum tais como o ecumenismo e as relações inter-religiosas, teologia, assistência humanitária, direitos humanos, comunicação, e em várias faces da missão e do desenvolvimento.
O Departamento para o Serviço Mundial é o braço humanitário e de desenvolvimento da FLM. Tem programas em 24 países e é o nono maior parceiro implementador do ACNUR. A LWF é um membro da ACT Alliance.
Em 31 de outubro de 1999, em Augsburg, na Alemanha, a Federação Luterana Mundial assinou a Declaração Conjunta sobre a Doutrina da Justificação com a Igreja Católica Romana. A declaração é uma tentativa de reduzir a divisão teológica entre as duas igrejas. A declaração também afirma que as condenações mútuas entre os luteranos do século XVI e a Igreja Católica Romana não se aplicam mais. Um evento semelhante aconteceu na Catedral de Lund, no 500º aniversário do início da Reforma, quando o Papa Francisco visitou a Scania, a província mais ao sul da Suécia que originalmente era dinamarquesa.

## História
A LWF foi fundada em Lund, na Suécia, em 1947. Com sede em Genebra, na Suíça, substituiu a Convenção Luterana Mundial mais informal, fundada em 1924. O objetivo era coordenar as atividades internacionais das muitas igrejas luteranas, para fornecer uma fórum para discussões sobre questões teológicas e organizacionais, e para auxiliar na filantropia, atividade missionária e intercâmbio de estudantes e professores. Um líder-chave foi o Secretário Executivo Sylvester C. Michelfelder (1889–1951), representando a Igreja Luterana Americana. Ele foi um líder na organização de US $ 45 milhões em ajuda americana para a reconstrução de igrejas protestantes na Alemanha depois de 1945. Na época de sua morte em 1951, a federação representava 52 igrejas em 25 países.[carece de fontes?]

## Organização

### Bispo presidente
O Presidente é o principal representante oficial e porta-voz da federação. Ele preside as reuniões da Assembleia, Conselho e Reunião de Oficiais, e supervisiona a vida e o trabalho da federação em consulta com o Secretário Geral. E ajuda a tomar decisões importantes para a igreja luterana no mundo todo.
| №  | Imagem | Nome                                   | Período         | Igreja                                                                                      | Nacionalidade  |
| -- | ------ | -------------------------------------- | --------------- | ------------------------------------------------------------------------------------------- | -------------- |
| 1  |        | Anders Nygren (1890-1978)              | 1947–1952       | Igreja da Suécia                                                                            | Suécia         |
| 2  |        | Hanns Lilje (1899–1977)                | 1952–1957       | Igreja Evangélica Luterana de Hanôver                                                       | Alemanha       |
| 3  |        | Franklin Clark Fry (1900-1968)         | 1957–1963       | - Igreja Luterana Unida na América (até 1962) - Igreja Luterana na América (depois de 1962) | Estados Unidos |
| 4  |        | Fredrik A. Schiotz (1901-1989)         | 1963–1970       | Igreja Luterana Americana                                                                   | Estados Unidos |
| 5  |        | Mikko Juva (1918–2004)                 | 1970–1977       | Igreja Evangélica Luterana da Finlândia                                                     | Finlândia      |
| 6  |        | Josiah Kibira (1925-1988)              | 1977–1984       | Igreja Evangélica Luterana na Tanzânia                                                      | Tanzania       |
| 7  |        | Zoltán Káldy (1919-1987)               | 1984–1987       | Igreja Evangélica Luterana na Hungria                                                       | Hungria        |
| 8  |        | Johannes Hanselmann (1927-1999)        | 1987–1990       | Igreja Evangélica Luterana na Baviera                                                       | Alemanha       |
| 9  |        | Gottfried Brakemeier (nascido em 1937) | 1990–1997       | Igreja Evangélica de Confissão Luterana no Brasil                                           | Brasil         |
| 10 |        | Christian Krause (nascido em 1940)     | 1997–2003       | Igreja Evangélica Luterana em Brunswick                                                     | Alemanha       |
| 11 |        | Mark Hanson (nascido em 1946)          | 2003–2010       | Igreja Evangélica Luterana na América                                                       | Estados Unidos |
| 12 |        | Munib Younan(nascido em 1950)          | 2010–2017       | Igreja Evangélica Luterana na Jordânia e na Terra Santa                                     | Palestina      |
| 13 |        | Musa Panti Filibus (nascido em 1960)   | 2017–Atualmente | A Igreja Luterana de Cristo na Nigéria                                                      | Nigeria        |

### Secretário Geral
O Conselho da Federação Luterana Mundial elege o Secretário Geral, que é nomeado para um mandato de sete anos. A pessoa indicada é elegível para reeleição. O Secretário Geral conduz os negócios da federação assistida pela Equipe de Liderança do Escritório de Comunhão, composta por chefes de departamento e unidade designados pelo Conselho, e executa as decisões da Assembleia e do Conselho.
| № | Nome                               | Cargo     | Nacionalidade |
| - | ---------------------------------- | --------- | ------------- |
| 1 | Sylvester Michelfelder (1889-1951) | 1947–1951 | United States |
| 2 | Carl Lund-Quist (1908-1965)        | 1951–1960 | United States |
| 3 | Kurt Schmidt-Clausen (1920-1993)   | 1960–1965 | Germany       |
| 4 | André Appel (1921–2007)            | 1965–1974 | France        |
| 5 | Carl Henning Mau Jr. (1922–1995)   | 1974–1985 | United States |
| 6 | Gunnar Stålsett (nascido em 1935)  | 1985–1994 | Norway        |
| 7 | Ishmael Noko (nascido em 1943)     | 1994–2010 | Zimbabwe      |
| 8 | Martin Junge (nascido em 1961)     | 2010–2021 | Chile         |
| 9 | Anne Burghardt                     | 2021-     | Estonia       |

## Membros
Este mapa mostra a distribuição global do luteranismo com base nos dados de associação do LWF 2013.

| Ano  | Número de denominações | Número de membros individuais | % da população global |
| ---- | ---------------------- | ----------------------------- | --------------------- |
| 2009 | 140                    | 70.053.316                    | 1,01%                 |
| 2013 | 142                    | 72.268.329                    | 0,99%                 |
| 2015 | 145                    | 74.261.862                    | 0,99%                 |
| 2019 | 148                    | 77.493.989                    | 0,99%                 |
| 2023 | 150                    | 78.431.111                    | 0,97%                 |

Entre 2009 e 2023, a Federação Luterana Mundial (FLM) passou de 140 para 150 denominações membros. No mesmo período, os membros individuais cresceram de 70.053.316 para 78.431.111 pessoas. Isso significa um crescimento de 11,95% em 14 anos. No mesmo período, a população global cresceu 18,22%.
As estatísticas da FLM, de 2009 a 2023, demostram crescimento no número de membros na África e Ásia. Ao mesmo tempo, os membros estão em declínio na Europa e América.